# Sennheiser
Sennheiser is een Duitse fabrikant van onder andere hoofdtelefoons, microfoons en andere soorten geluidsapparatuur.
Het bedrijf werd in 1945 opgericht door Fritz Sennheiser in Wennebostel (gemeente Wedemark, bij Hannover) onder de naam "Laboratorium Wennebostel" ("Labor W"). In 1958 werd de naam van het bedrijf gewijzigd in "Sennheiser". Aanvankelijk produceerde het bedrijf meetapparatuur, later werd het assortiment uitgebreid tot microfoons, hoofdtelefoons en aanverwante artikelen.

## Geschiedenis van Labor W
In de beginjaren produceerde Labor W voornamelijk millivoltmeters en meetapparatuur voor het elektronicabedrijf Siemens. In 1946 werd Fritz Sennheiser door Siemens benaderd voor de productie van microfoons. De eerste microfoon was een exacte kopie van de door Siemens ontwikkelde HM 1-microfoon. Omdat Sennheiser niet tevreden was over het uiterlijk en het productieproces van de microfoon, ontwikkelde Labor W de DM 2. Deze microfoon werd door Siemens verkocht onder de naam "6 S Ela 1203".
In 1948 breidde Labor W het assortiment uit. Zo ontwikkelde men universele voltmeters, RLC-testers, impedantie-testers en kleine testzenders, en werd de kennis over microfoons uitgebreid. In 1949 ontwikkelde men de DM 3, een microfoon van geringe omvang in vergelijking met andere microfoons op de markt. Hetzelfde jaar ontwikkelde Labor W de DM 4, de eerste noisecancelling-microfoon. Verwante producten die ontstonden tijdens deze microfoonontwikkelingen waren simplex- en duplex-intercomsystemen.
Labor W kreeg ook een andere belangrijke klant. Het centraal encryptiekantoor was op zoek naar apparatuur waarmee men niet-aftapbare telefoongesprekken kon volgen. Labor W ontwikkelde apparatuur die stemgeluid omzette in telegrafische signalen, die vervolgens werden ingedeeld in verschillende banden. Het signaal werd op deze manier verstuurd als energie en telegrafische pulsen in plaats van frequenties. Tevens ontwikkelde men speciale microfoons voor de geofysica, waarmee natuurgas en oliebronnen opgespoord konden worden.
Vanaf 1950 produceerde men tevens mixversterkers en voorversterkers. Vanaf 1952 ontwikkelde men regelbare, magnetische miniatuurhoofdtelefooncapsules. Deze werden gebruikt voor diverse hoortoepassingen en dicteermachines. In 1954 bracht Labor W de eerste "shotgunmicrofoon" genaamd MD 81 op de markt. Deze microfoon kon direct geluid over een lange afstand waarnemen. De MD 82 werd later ontwikkeld op basis van de MD 81.
Twaalf jaar na de oprichting had Labor W een productportfolio van ongeveer honderd producten en accessoires.

## Geschiedenis van Sennheiser

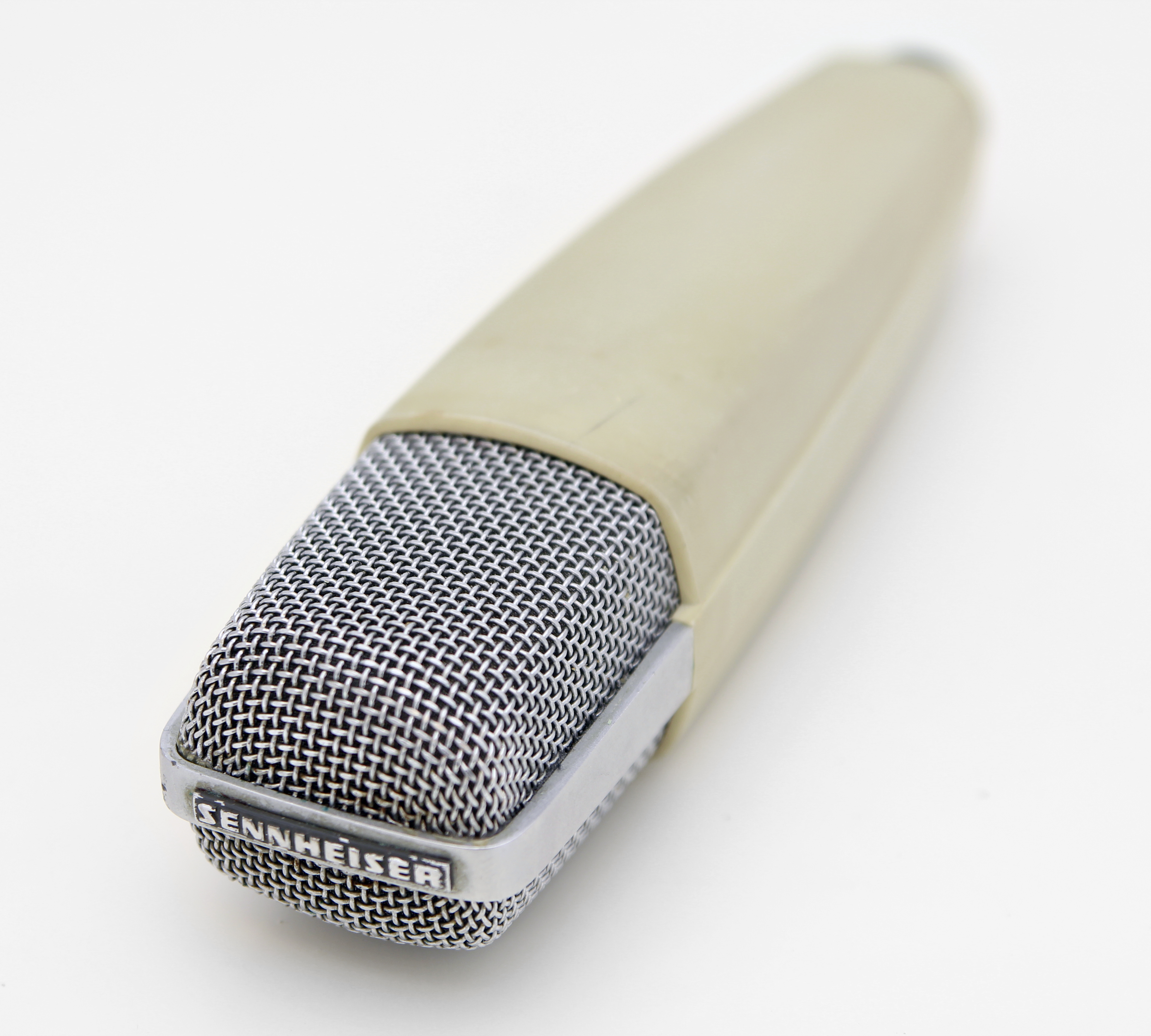
De MD 421 uit de jaren zestig en zeventig

Een jaar later, in 1958, veranderde men van naam. Labor W werd "Sennheiser Electronic". Dit was het begin van een nieuw tijdperk.
In Duitsland begon de economie aan te sterken dankzij betere contacten met andere naties. De Duitse economie werd geïntegreerd in de wereldeconomie en er ontstond beduidend meer concurrentie. Sennheiser haalde destijds 90 procent van zijn inkomsten uit de levering aan grote bedrijven en merkte dat de markt veranderde. De marges stonden onder druk door de concurrerende bedrijven. Fritz Sennheiser probeerde het merk Sennheiser te versterken en koos daarom voor een nieuwe strategie, waarbij getracht werd de naam Sennheiser beter te positioneren.
Gelijktijdig concentreerde men zich meer op de export en begon het merk ook internationaal te groeien. Het aantal werknemers groeide snel en de gebouwen op het Sennheiserpark in Wennebostel werden continu uitgebreid. In 1958 werkten er 450 personen bij Sennheiser, twee jaar later waren dit er 600. Omdat Fritz Sennheiser veel geld en tijd investeerde in moderne fabricagetechnieken, bleef hij tevens op academisch gebied zeer actief. In 1959 verkreeg hij een eredoctoraat.
Omdat Sennheiser hoogopgeleide mensen zocht, ging men op zoek naar werknemers uit de grotere steden. De dichtstbijzijnde lag ongeveer 30 kilometer verwijderd van Wennebostel. In 1962 besloot Fritz Sennheiser daarom "te verhuizen naar waar de werkers waren" en begon men met het opzetten van een fabriek in Soltau. Een andere productielocatie (Burgdorf) werd in 1965 gehuurd.
De naam Sennheiser werd bekender onder audio-experts, maar op economisch gebied nam Sennheiser een verontrustende trend waar: goedkope producten uit Azië overspoelden de Europese markt. Sennheiser besloot zijn productieprocessen verder te optimaliseren, zodat men een deel van de producten tegen competitieve prijzen kon aanbieden. Tevens begon Sennheiser de reeks audiotechnische producten uit te breiden en ontwikkelde het het Philharmonic-hifi-stereogeluidssysteem. Dit was het eerste systeem met actieve luidsprekers.

## Hoofdtelefoons

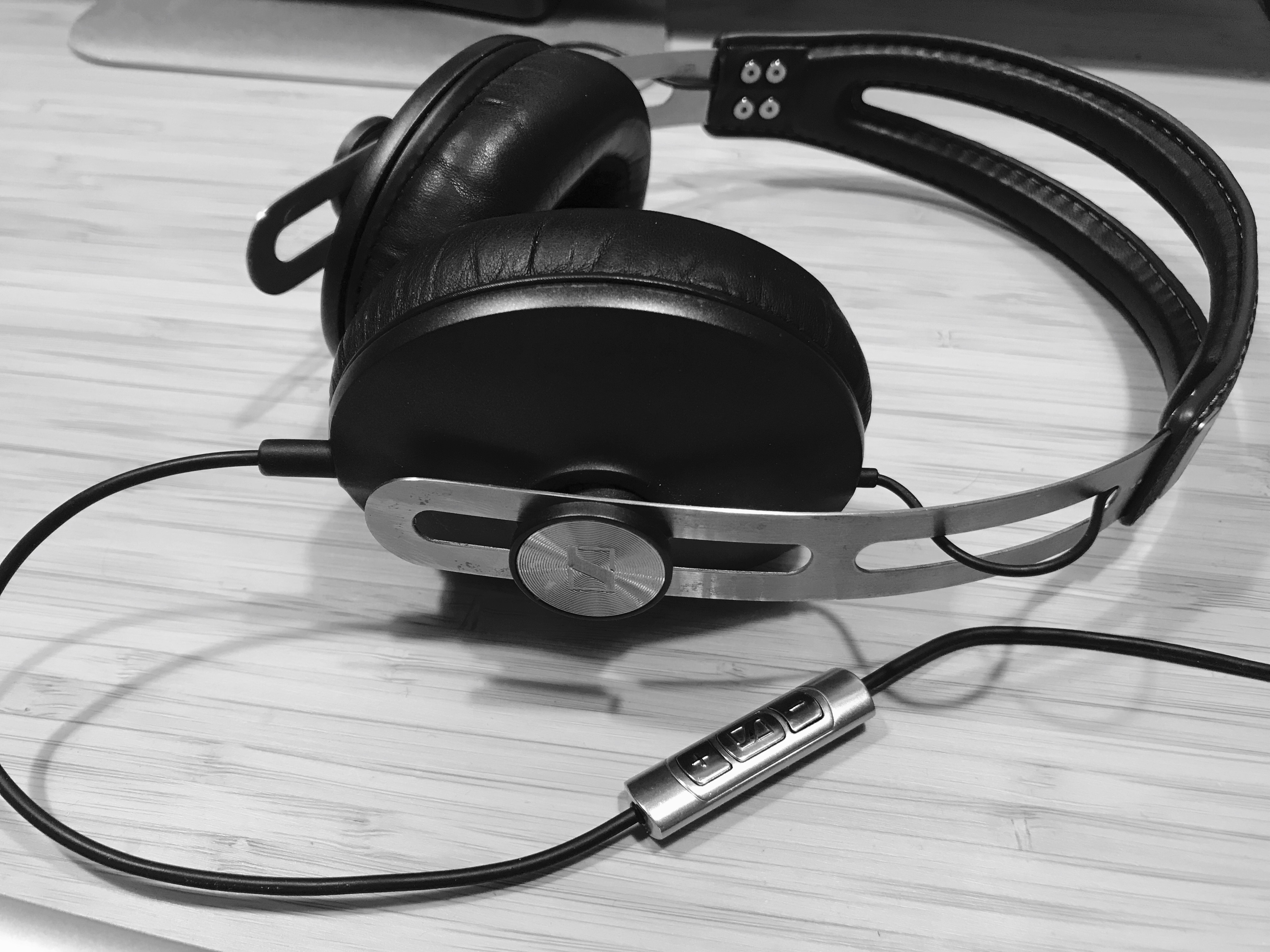
Sennheiser Momentum 1.0

De eerste open hoofdtelefoon (HD 414) werd in 1968 geïntroduceerd. Het succes van de HD 414 betekende dat de omzet en het aantal werknemers bleef groeien. In 1970 stond het aantal werknemers op 750 en begon Sennheiser wederom de fabriekslocaties uit te breiden. Drie jaar later werkten er ruim 800 personen en genereerde Sennheiser een omzet van meer dan 30 miljoen Duitse mark, een verdubbeling ten opzichte van vijf jaar eerder. 29 procent van de omzet kwam van de verkoop van microfoons – in 1970 was dit meer dan 60 procent – terwijl de hoofdtelefoons goed waren voor een aandeel van 42 procent. Het exportaandeel was 40 procent en de Sennheiserproducten waren inmiddels wereldwijd verkrijgbaar.

## Familiebedrijf
In 1973 veranderde Fritz Sennheiser het bedrijf in een limited partnership (commanditaire vennootschap) en werd zijn zoon, Jörg Sennheiser, officieel partner. Toch ging Jörg de eerste jaren nog zijn eigen kant uit. Na zijn studie elektrotechniek aan de Zwitserse ETH Zürich begon hij bij Siemens-Albis in Zwitserland. In 1976 werd hij bij Sennheiser als technisch directeur verantwoordelijk voor de ontwikkeling en productie.
In 1978 werd 45 procent van de producten afgezet in het buitenland. Een kwart van de totale export ging naar de VS, waar Sennheiser inmiddels op nummer twee stond van de lijst van succesvolste hoofdtelefoonleveranciers. Hoofdtelefoons waren goed voor ruim 50 procent van de totale omzet van 55 miljoen Duitse mark. Sennheiser investeerde 11 procent hiervan in onderzoek en ontwikkeling. Dit jaar had Sennheiser meer dan 980 werknemers.

## Volgende generatie
In mei 1982 besloot Fritz Sennheiser op zijn zeventigste verjaardag het management over te dragen aan zijn zoon Jörg. Fritz Sennheiser trok zich terug, maar bleef actief als adviseur. Jörg Sennheiser zette tevens de lessen van zijn vader aan de universiteit voort.
In 1990 opende het bedrijf een nieuwe fabriek in Ierland voor de productie van hoofdtelefoons. Hierna volgden enkele jaren van automatisering en verdere optimalisaties in de bedrijfsprocessen.

## Overname Neumann GmbH
De studiomicrofoondeskundige Georg Neumann en Sennheiser hadden altijd al nauw contact onderhouden. Neumann was succesvol op het gebied van muziekstudio's, waarop Sennheiser niet actief was. Na Neumanns overlijden ging het slechter met zijn bedrijf Georg Neumann GmbH en in 1991 werd het aan Sennheiser te koop aangeboden. Jörg Sennheiser besloot, ondanks de slechte omstandigheden, het bedrijf te kopen. Hij vond het van belang dat het gevestigde bedrijf bleef bestaan en wilde het uit handen houden van Aziatische partijen die slechts geïnteresseerd waren in de merknaam. De balans die ten tijde van de verkoop werd gepresenteerd, bleek achteraf geen volledig beeld van de werkelijke omstandigheden weer te geven. Sennheiser moest er veel voor doen om Georg Neumann GmbH weer gezond te maken, wat de reden was voor allerlei maatregelen en substantiële investeringen. Tot op de dag van vandaag behoort het bedrijf tot het topsegment wat betreft studiomicrofoons.

## Evolution
In 1998 begon Sennheiser met de productie van de Evolutionserie. Deze serie bestond uit microfoons voor diverse toepassingen en met verschillende karakteristieken, ontwikkeld voor gebruik door muzikanten. Omdat bleek dat dit er in dit segment van de markt veel concurrentie was van fabrikanten uit lagelonenlanden in Azië, werd geïnvesteerd in een automatische productielijn om de microfoons goedkoper te kunnen aanbieden. Het volgende jaar introduceerde Sennheiser de draadloze Evolutionmodellen.

## Prijzen
Sennheiser won tweemaal de Innovationspreis der deutschen Wirtschaft (in 1998 en 1999), een Oscar, een Emmy en een Grammy. De laatste prijs werd uitgereikt in 1999 door de American National Academy of Recording Arts and Sciences vanwege de innovatieve en creatieve impuls die zorgde voor een revolutie in de opname-industrie.

## Heden
Sennheiser is wereldwijd actief in meer dan 35 landen en heeft meer dan 2100 werknemers. Jaarlijks zet Sennheiser meer dan 385 miljoen euro om. De productielocaties bevinden zich in Duitsland, Ierland en de Verenigde Staten. Sennheiser produceert zowel consumentenelektronica als apparatuur voor de zakelijke markt (geluidsstudio's e.d.).

## Tijdlijn
- 1945 - Fritz Sennheiser richt Labor W op. Het bedrijf ontwikkelt voltmeters.
- 1946 - Start van de productie van de microfoon DM 1.
- 1947 - Labor W ontwikkelt een eigen microfoon genaamd de DM 2.
- 1948 - Het meetapparatuurassortiment wordt sterk uitgebreid.
- 1949 - Start van de ontwikkeling van geofysische apparatuur.
- 1950 - Labor W ontwikkelt microfoontransformators.
- 1950 - Labor W toont de eerste mengversterkers en voorversterkers op de Consumer Fair.
- 1952 - Labor W neemt magnetische miniatuurhoofdtelefoons op in het assortiment.
- 1953 - Labor W introduceert miniatuurtransformators voor in gehoorapparaten.
- 1953 - De klassieke MD 21-microfoon wordt in het assortiment opgenomen.
- 1954 - Labor W toont de eerste "interference tube"-microfoon voor de film- en tv-industrie. De opvolger, de MD 82, verschijnt in 1956.
- 1955 - Tien jaar na oprichting heeft Sennheiser 250 werknemers en start men met de fundering voor een nieuw gebouw.
- 1956 - De microfoon MD 93 wordt ontwikkeld. Deze wordt toegepast in dicteermachines en fungeert als microfoon en luidspreker.
- 1957 - Labor W toont een draadloos RF-systeem voor professioneel tv- en podiumgebruik. Vanaf 1958 wordt het systeem in samenwerking met Telefunken gedistribueerd onder de naam Mikroport.
- 1958 - Labor W verandert de bedrijfsnaam in Sennheiser.
- 1959 - De stereomicrofoon MDS 1 komt op de markt.
- 1960 - Introductie van de microfoon MD 421.
- 1961 - Sennheiser ontwikkelt het eerste antwoordapparaat voor Telefunken.
- 1961 - Sennheiser toon de eerste RF-condensatormicrofoon – de geboorte van de MKH-serie.
- 1962 - Sennheiser ontwikkelt de eerste babyfoon genaamd de "babysitter".
- 1965 - De M 101-mixer verschijnt.
- 1965 - Het eerste hifisysteem met actieve luidsprekers wordt geïntroduceerd.
- 1968 - Sennheiser brengt de eerste open hoofdtelefoon op de markt genaamd de HD 414. Met meer dan 10 miljoen verkochte exemplaren blijft dit 's werelds bestverkochte hoofdtelefoon.
- 1968 - De eerste professionele clip-on-condensatormicrofoon wordt geïntroduceerd: de MK 12.
- 1969 - Sennheiser toont een compleet nieuwe test-"dummyhead" op de Consumer Electronics Fair.
- 1971 - De klassieke microfoon MD 411 wordt geïntroduceerd.
- 1972 - Sennheiser introduceert voorgepolariseerde condensatormicrofoons: de MKE-reeks.
- 1973 - Sennheiser wordt een limited partnership (KG).
- 1974 - Voor amateurs wordt er een betaalbare oplossing voor de "Dummyhead" ontwikkeld. Sennheiser brengt en lichtgewicht-stethoset op de markt onder de naam MKE 2002.
- 1975 - Sennheiser gebruikt infraroodtechniek voor geluidsoverdracht.
- 1977 - Opening van een nieuwe productielocatie in Burgdorf.
- 1977 - Introductie van de unipolar 2000, 's werelds eerste open electret-hoofdtelefoon.
- 1978 - De vocoder VSM 201 verschijnt op de markt.
- 1978 - Sennheiser brengt de eerste "multichannel rack reciever" uit.
- 1979 - Ontwikkeling van het HiDyn-systeem.
- 1982 - De klassieke Sennheiser SKM 4031-TV legt de basis voor de komende draadloze RF-systemen.
- 1982 - Fritz Sennheiser draagt de leiding over aan zijn zoon Jörg.
- 1983 - Ontwikkeling van de eerste directionele clip-on-microfoon, de MKE 40.
- 1983 - Ontwikkeling van de kleinste clip-on-studiomicrofoon MKE 2.
- 1987 - Sennheiser ontwikkelt de actieve NoiseGard voor Lufthansa.
- 1988 - Sennheiser Frankrijk is een feit.
- 1988 - Introductie van synthesizertechniek in draadloze RF-transmissie.
- 1989 - Ontwikkeling van de WM 1, 's werelds eerste draadloze mixer.
- 1990 - Oprichting van Sennheiser UK.
- 1991 - Oprichting van Sennheiser USA.
- 1991 - Georg Neumann GmbH wordt onderdeel van Sennheiser.
- 1991 - Oprichting van Sennheiser Belux.
- 1991 - Oprichting van Sennheiser Canada.
- 1991 - Introductie van de hoofdtelefoon "electrostat Orpheus" met buizenversterker.
- 1992 - Oprichting van Sennheiser Azië.
- 1993 - Introductie van 's werelds eerste digitale infraroodhoofdtelefoonsysteem, IS 850.
- 1995 - Sennheiser introduceert het eerste draadloze RF-hoofdtelefoonsysteem, RS 5.
- 1995 - Oprichting van Sennheiser Nederland.
- 1995 - Oprichting van Sennheiser Mexico.
- 1996 - Emmy Award voor de buitengewone ontwikkelingen in de draadloze RF-techniek.
- 1996 - Omzetting in een nieuwe ondernemingsvorm: GmbH & Co. KG.
- 1997 - Introductie van het LUCAS/DSP-systeem. Een surroundsysteem voor hoofdtelefoons.
- 1998 - Sennheiser is het eerste bedrijf dat stethoset-hoofdtelefoons voor draadloze transmissie op de markt brengt (RS 4200).
- 1999 - Introductie van de microfoonserie Evolution.
- 1999 - Neumann ontvangt een Grammy Award.
- 1999 - Introductie van Surrounder, voor surroundgeluid in huis.
- 1999 - Introductie van de Evolution Wireless-serie.
- 1999 - Sennheiser ontvangt de German Industry Award voor de optische microfoon.
- 2000 - Sennheiser ontvangt de German Industry Award voor de directionele Audiobeamluidspreker.
- 2000 - Opening van een vierde productielocatie in Albuquerque in de VS.
- 2000 - Introductie van de MKH 800, 's werelds eerste studiocondensatormicrofoon met breed frequentiebereik.
- 2000 - Sennheiser wordt EXPO 2000-productpartner voor professioneel geluid.
- 2000 - Opening van een modern productiegebouw voor microfoons.
- 2001 - Ontwikkeling van 's werelds kleinste bodypackzender, de SK 5012.
- 2002 - Introductie van de draadloze RF-microfoons Sennheiser/Neumann, SKM 5000 en 150 S.
- 2002 - Oprichting Sennheiser Vertrieb en Service GmbH & Co KG, Duitsland.
- 2002 - Opening van een nieuwe productielocatie in Ierland.
- 2003 - Oprichting van de joint venture Sennheiser Communications.
- 2003 - Nominatie van twee Sennheiserwerknemers voor de German Industry Award.
- 2003 - Neumann ontwikkelt de eerste digitale studiomicrofoon volgens de AES 42-standaard.
- 2004 - Introductie van de tweede generatie Evolution Wireless.
- 2005 - Luidsprekerspecialist Klein + Hummel wordt opgenomen in de Sennheisergroep.
- 2006 - Introductie van de Street, Style en Sportline.
- 2006 - Oprichting van Sennheiser Moscow.
- 2007 - Oprichting van Sennheiser India.
- 2008 - Oprichting van Sennheiser Japan.
- 2008 - Introductie van de MKH 8000-serie, hoogwaardige modulaire microfoons.
- 2008 - Introductie van 's werelds kleinste clip-on-condensatormicrofoon, de MKE 1 (later gingen andere merken, zoals Audio-Technica, nog kleinere microfoons produceren)
- 2009 - Introductie van de derde generatie Evolution Wireless.
- 2009 - De grootmembraanhoofdtelefoon HD 800 komt op de markt.
- 2010 - Fritz Sennheiser, de oprichter van Sennheiser Electronic, overlijdt op 98-jarige leeftijd.
- 2011 - Sennheiser ontwikkelt als eerste microfoonfabrikant een draadloos systeem op 1800 MHz.
- 2011 - Sennheiser vervangt het volledig draadloze park van het Nederlandse bedrijf DutchView.[2]

## Gerelateerde merken
- Beyerdynamic
- Klein + Hummel
- Neumann
- Sennheiser Communications (joint venture tussen Sennheiser en de William Demand Holding)